# Sivapterodon
Sivapterodon — викопний рід гієнодонтових ссавців родини Hyainailouridae, які жили в Індії на початку міоцену.
Sivapterodon був близьким родичем Hyainailouros, які мешкали на пасовищах Північної Індії.